# Fujisankei Classic
Fujisankei Classic (フジサンケイクラシック Fuji sankei kurashikku) är en professionell golftävling på den japanska golftouren. Tävlingen spelades första gången 1973 på Takasaka Country Club och deras Yoneyama Course. Tävlingen bytte golfbana 1979 till Higashi-Matsuyama Golf Club och sedan till Kawana Hotel's Fuji course 1981. Sedan 2005 har tävlingen spelats på Fujizakura Country Club utanför Yamanashi och Fujisankei Communications Group är titelsponsor. 

2011 spelades tävlingen över 36 hål och 2007 över 54 hål.
Den här artikeln är helt eller delvis baserad på material från engelskspråkiga Wikipedia.

## Vinnare
| År   | Spelare            | Nationalitet | Resultat | Mot par |
| ---- | ------------------ | ------------ | -------- | ------- |
| 2017 |                    |              |          |         |
| 2016 | Cho Min-gyu        | Sydkorea     | 277 slag | -7      |
| 2015 | Kim Kyung-tae      | Sydkorea     | 275 slag | -9      |
| 2014 | Hiroshi Iwata      | Japan        | 274 slag | -10     |
| 2013 | Hideki Matsuyama   | Japan        | 275 slag | -9      |
| 2012 | Kim Kyung-tae      | Sydkorea     | 276 slag | -8      |
| 2011 | Masatsugu Morofuji | Japan        | 136 slag | -6      |
| 2010 | Ryo Ishikawa       | Japan        | 275 slag | -9      |
| 2009 | Ryo Ishikawa       | Japan        | 272 slag | -12     |
| 2008 | Toyokazu Fujishima | Japan        | 271 slag | -13     |
| 2007 | Hideto Tanihara    | Japan        | 205 slag | -8      |
| 2006 | Shingo Katayama    | Japan        | 274 slag | -10     |
| 2005 | Daisuke Maruyama   | Japan        | 271 slag | -13     |
| 2004 | Paul Sheehan       | Australien   | 267 slag | -17     |
| 2003 | Todd Hamilton      | USA          | 267 slag | -17     |
| 2002 | Nobuhito Sato      | Japan        | 276 slag | -8      |
| 2001 | Frankie Miñoza     | Filippinerna | 276 slag | -8      |
| 2000 | Tateo Ozaki        | Japan        | 278 slag | -6      |

- 1999 Shigemasa Higaki –  Japan
- 1998 Carlos Franco –  Paraguay
- 1997 Kenichi Kuboya –  Japan
- 1996 Brian Watts –  Kanada
- 1995 Tsuneyuki Nakajima –  Japan
- 1994 Kiyoshi Murota –  Japan
- 1993 Masashi Ozaki –  Japan
- 1992 Hiroshi Makino –  Japan
- 1991 Saburo Fujiki –  Japan
- 1990 Masashi Ozaki –  Japan
- 1989 Masashi Ozaki –  Japan
- 1988 Ikuo Shirahama –  Japan
- 1987 Masashi Ozaki –  Japan
- 1986 Masashi Ozaki –  Japan
- 1985 Mark O'Meara –  USA
- 1984 Tateo Ozaki –  Japan
- 1983 Nobumitsu Yuhara –  Japan
- 1982 Tsuneyuki Nakajima –  Japan
- 1981 Toshiharu Kawada –  Japan
- 1980 Masashi Ozaki –  Japan
- 1979 Shoichi Sato –  Japan
- 1978 Kosaku Shimada –  Japan
- 1977 Yasuhiro Miyamoto –  Japan
- 1976 Norio Suzuki –  Japan
- 1975 Lu Liang-Huan –  Taiwan
- 1974 Graham Marsh –  Australien
- 1973 Graham Marsh –  Australien